# Vashegy (Horvátország)
Vashegy (horvátul: Železna Gora) falu Horvátországban Muraköz megyében. Közigazgatásilag Stridóvárhoz tartozik.

## Fekvése
Csáktornyától 14 km-re északnyugatra, községközpontjától Stridóvártól 3 km-re délkeletre  a Muraközi-dombság területén fekszik.

## Története
A csáktornyai uradalom része volt. 1546-ban I. Ferdinánd király adományából a Zrínyieké lett. Miután Zrínyi Pétert 1671-ben felségárulás vádjával halálra ítélték és kivégezték, minden birtokát elkobozták, így a birtok a kincstáré lett.  III. Károly király 1719-ben a Muraközzel együtt szolgálatai jutalmául elajándékozta Althan Mihály János cseh nemesnek. 1791-ben gróf Festetics György vásárolta meg és ezután 132 évig a tolnai Festeticsek birtoka volt.
A településnek 1910-ben 928, többségben horvát lakosa volt, jelentős magyar kisebbséggel. A trianoni békeszerződésig Zala vármegye Csáktornyai járásához tartozott. 2001-ben 501 lakosa volt.

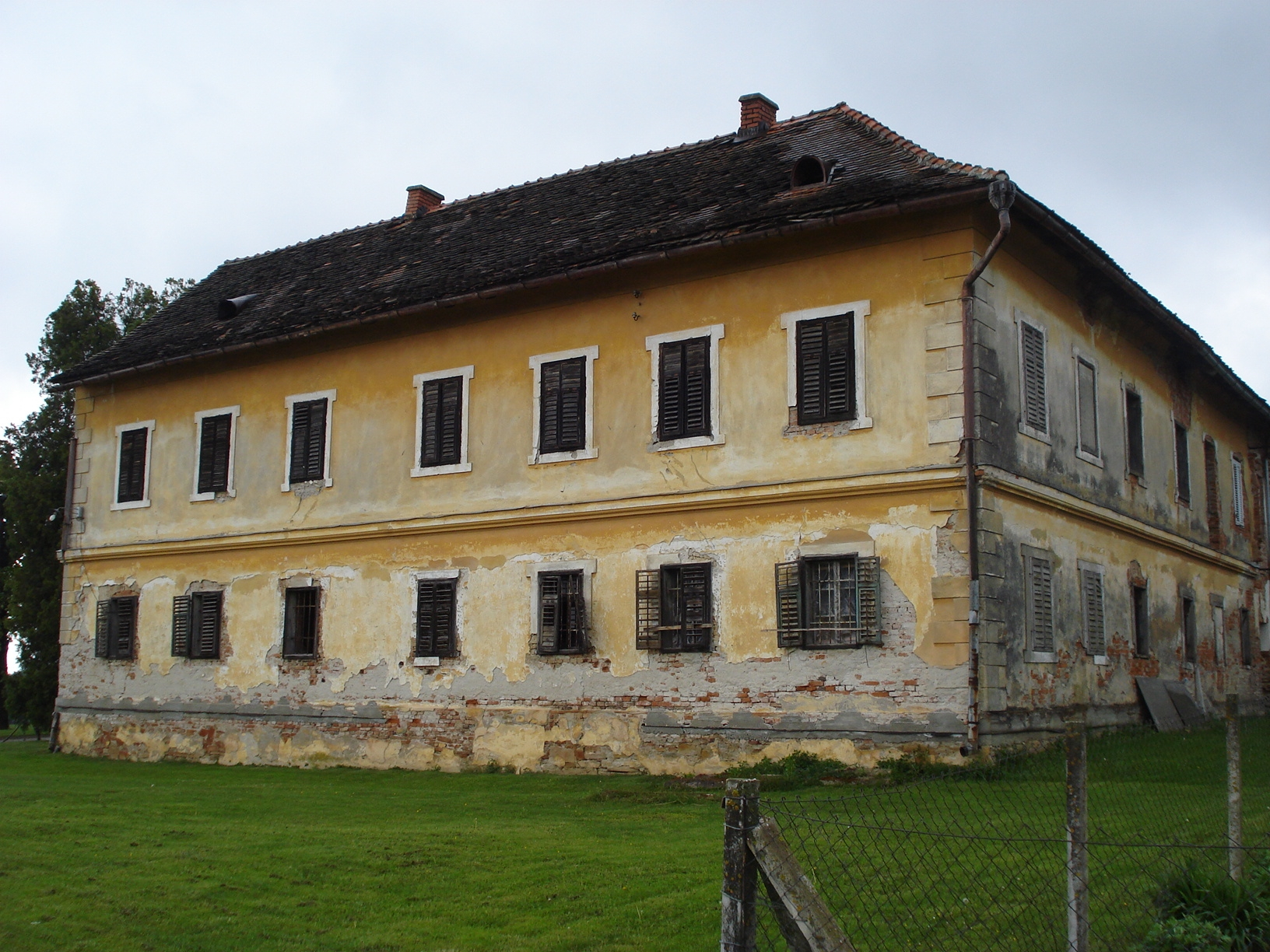
Zichy-Terbócz vára

## Külső hivatkozások
- A Stridóvári turisztikai hivatal honlapja
- Stridóvár a Muraköz információs portálján